# 25 Anos ao Vivo
25 Anos ao Vivo é o décimo primeiro álbum lançado pela Banda Eva em 2005, sendo o quarto ao vivo e o quinto álbum com os vocais de Saulo Fernandes.

## Informações
Gravado no Riocentro, em Rio de Janeiro, trazendo a participação de antigos integrantes da banda, como Ivete Sangalo, Ricardo Chaves. Luiz Caldas, Marcionílio, Emanuelle Araújo e Daniela Mercury.

## Faixas
1. Mais do que preciso
2. Não Me Conte Seus Problemas (feat. Ivete Sangalo)
3. Manda ver / Flores (Sonho épico) (feat. Ivete Sangalo)
4. Vadiê
5. Miragem
6. Refrão
7. Leva eu
8. Querer
9. Marley
10. Eu vou no Eva (feat. Ricardo Chaves)
11. É do Eva
12. Cometa mambembe (feat. Luiz Caldas)
13. Loucura maior
14. Eva alegria / Frevo do Eva (feat. Marcionílio)
15. Duas medidas
16. Tá vendo aí
17. Pra lá e pra cá (feat. Emanuelle Araújo)
18. Eva (e convidados)
19. Anjo (feat. Daniela Mercury)

## DVD
O DVD é o primeiro lançado pela Banda Eva, sendo também primeiro DVD com os vocais de Saulo Fernandes. O show foi gravado no Riocentro, em Rio de Janeiro, trazendo a participação de antigos integrantes da banda, como Ivete Sangalo, Ricardo Chaves. Luiz Caldas, Marcionílio, Emanuelle Araújo e Daniela Mercury.

### Faixas
1. Mais do que preciso
2. Não Me Conte Seus Problemas (feat. Ivete Sangalo)
3. Manda ver / Flores (Sonho épico) (feat. Ivete Sangalo)
4. Vadiê
5. Miragem
6. Refrão
7. Leva eu
8. Querer
9. Marley
10. Eu vou no Eva (feat. Ricardo Chaves)
11. É do Eva
12. Cometa mambembe (feat. Luiz Caldas)
13. Loucura maior
14. Eva alegria / Frevo do Eva (feat. Marcionílio)
15. Duas medidas
16. Tá vendo aí
17. Pra lá e pra cá (feat. Emanuelle Araújo)
18. Eva (e convidados)

Bônus
1. Anjo (feat. Daniela Mercury) (videoclipe)
2. Não Me Conte Seus Problemas (videoclipe) (part. Ivete Sangalo)
3. We Are The World Of Carnaval (videoclipe) (part. Convidados)